# Henry Castillou
Henry Castillou, né le 5 novembre 1921 à Escoussens et mort le 16 février 1994 à Boulogne-Billancourt, est un écrivain français, lauréat du prix Interallié en 1948 et du Grand prix du roman de l'Académie française en 1952.

## Biographie
Henry Castillou est né dans le pays de la Montagne Noire où il situera son premier roman Orteno. Il passe son adolescence en Puisaye, fait ses études au lycée d'Auxerre, puis à la faculté des lettres de Bordeaux où il obtient une licence ès lettres. Il commence sa carrière par des publications dans des journaux.
En 1941, il échappe au Service du travail obligatoire (STO) et entre en clandestinité. Il arrive toutefois à faire publier une nouvelle intitulée Envoyé spécial dans le journal L'Appel du 1er juillet 1943. Il écrit également, durant cette période, son premier roman qui sera publié en 1946. En 1945-1946, Henry Castillou est rédacteur, puis sous-chef de bureau au Ministère de la Guerre. Il démissionne de ce poste pour se consacrer exclusivement à la littérature.
Henry Castillou reçoit, en 1948, le prix Interallié pour son roman Cortiz s'est révolté ; en 1952, le Grand Prix du roman de l'Académie française pour Le Feu de l'Etna ; et, en 1965, le prix des Mille Lecteurs pour Intercontinental Petroleum. Par ailleurs, son roman le plus connu, La fièvre monte à El Pao, est porté à l'écran en 1959 par Luis Buñuel dans le film homonyme avec comme acteurs principaux Gérard Philipe, María Félix et Jean Servais.
Célibataire, il est enterré au cimetière nouveau de Boulogne-Billancourt (6e division).

## Œuvre
- 1946 : Orteno
- 1947 : Le Fleuve mort
- 1947 : Sao Thomé
- 1948 : L'Escadron Toba
- 1948 : Cortiz s'est révolté – Prix Interallié[2]
- 1949 : Le Duel de Sorlante
- 1950 : Seigneur du Nord
- 1952 : Le Feu de l'Etna – Grand prix du roman de l'Académie française
- 1953 : Thaddea
- 1954 : Soleil d'orage – Prix du Tourisme
- 1955 : La fièvre monte à El Pao[3]
- 1956 : Verdict secret
- 1957 : La Nuit de la rose
- 1958 : Crise
- 1960 : La Légion d'Oumrah
- 1963 : Tant que l'un de nous deux vivra
- 1964 : L'Orage de juillet
- 1965 : Lumière violente
- 1966 : Intercontinental Petroleum – Prix des Mille Lecteurs
- 1967 : Frontière sans retour
- 1968 : La Victorieuse
- 1969 : Le Vertige de midi
- 1971 : Le Dossier Elsa Weidner
- 1974 : Soleil levant sur la rer
- 1975 : Crise (édition modifiée pour un téléfilm en vingt épisodes, produit par Telvetia)
- 1979 : Le Dompteur

## Distinctions
Henry Castillou est nommé chevalier de la Légion d'honneur et chevalier de l'Ordre des Arts et des Lettres.